# Idaea adherbariata
Idaea adherbariata là một loài bướm đêm trong họ Geometridae.